# Sung Jae-ki
Sung Jae-ki (en coreano 성재기 (en hanja, 成在基) /səːŋ dʑɛgi/ ; 11 de septiembre de 1967–26 de julio de 2013) fue un activista por los derechos de los hombres y antifeminista surcoreano. Sung fundó y fue el primer presidente de la Asociación de hombres coreanos, un grupo de derechos de los hombres que defendía la abolición del Ministerio de Igualdad de Género y Familia —cuyo nombre coreano (여성부; 女性部) se traduce como "Ministerio de la Mujer"— y exigía una compensación por la exigencia del servicio militar obligatorio en Corea del Sur.
A principios del siglo XXI, Sung lideró el movimiento antifeminista de Corea del Sur, el cual se oponía a las políticas preferenciales por las mujeres. En su adultez temprana fue un hombre de negocios, y en octubre de 1999 participó en un movimiento contrario a la abolición del trato preferencial para los soldados dados de baja. Sung también se opuso a la abolición del sistema Hoju, y luego participó en actividades por los derechos de los hombres. En 2006 fundó la Asociación de Antifeminismo y Liberación Masculina, y en 2007 fundó la Asociación para la Abolición del Ministerio de la Mujer. Al año siguiente, Sung fundó la Asociación de hombres coreanos y fue su presidente desde 2008 hasta su muerte en 2013. Sus actividades comerciales incluían un club nocturno y una empresa de consultoría y búsqueda de ejecutivos.
Desde 1999 hasta su muerte, Sung abogó por la restauración del sistema de bonificación del ejército coreano (군가산점 제도), y durante la década de 2010 fue un activista por la eliminación de las instalaciones exclusivas para mujeres. En 2011, comenzó a ofrecer asistencia y asesoramiento a maridos maltratados, amos de casa, adolescentes problemáticos y víctimas masculinas y menores de delitos violentos. Sung abrió un refugio para personas sin hogar, hombres víctimas de delitos violentos, adolescentes problemáticos y personas homosexuales y transgénero. De 1999 a 2013, Sung formó parte de los movimientos de liberación de género y de movimientos para abolir las políticas de beneficios especiales para mujeres.
Cerca del final de su vida, Sung tenía supuestamente una deuda de hasta 100 millones de wones. El 25 de julio de 2013 publicó en el sitio web de su asociación su intención de suicidarse. Al día siguiente, Sung saltó desde el puente Mapo en Seúl. Su cuerpo fue encontrado cuatro días después.
Sung escribió bajo el seudónimo de Blue Wolf (en coreano: 푸른늑대), Tongbalbass (en coreano: 똥발바쓰) y Tongbal (en coreano: 똥발), y su apodo era Shimheon (심헌 審軒 o 심헌 心軒), Chongjuk (청죽 靑竹). Su familia es parte del clan Changnyeong Sung (창녕성씨 昌寧成氏).

## Primeros años de vida
Sung nació en Daegu el 11 de septiembre de 1967. Su padre era adinerado y su único tío era oficial de policía en Daegu. Durante su juventud, se convirtió en una persona masculinista y machista. Sung se volvió hostil y sintió un gran rechazo por el comportamiento masculino tradicional. En la adolescencia se dio cuenta de que la liberación del hombre era fundamental.
En ese momento, Sung tomó conciencia de las reivindicaciones que lo caracterizaron, por lo que desarrolló un odio por el sistema patriarcal y se quejó de que la sociedad surcoreana trataba a los hombres con crueldad. Después de graduarse de la escuela secundaria en Daegu, comenzó a estudiar economía en la Universidad Yeungnam en 1985. Se graduó en febrero de 1993.

## Edad adulta
En 1987, Sung se unió al Ejército de Corea del Sur y sirvió en la 3ª División de Infantería (육군 제3보병사단 陸軍第三步兵師團) en Cheolwon (provincia de Gangwon) hasta 1990. Cuando tenía alrededor de veinte años, comenzó su carrera profesional como vendedor de seguros, administrando brevemente su propio negocio. En 2006, operó un club nocturno en Daegu. Del 26 de agosto al 30 de noviembre de ese año, Sung trabajó para Thomas McFly Consulting and Headhunting Company (토마스 맥플라이 컨설팅 & 헤드헌팅사) en el Distrito Este de Daegu antes de renunciar para continuar con sus campañas de derechos humanos.
A principios de la década de 2000, Sung se unió al movimiento por los derechos de los hombres de Corea del Sur e hizo campaña por múltiples causas. El 26 de noviembre de 2006 fundó la Asociación de Antifeminismo para la Liberación de los Hombres (en coreano: 반페미니즘남성해방연대), y el 4 de enero de 2007 fundó la Asociación para la Abolición del Ministerio de la Mujer (en coreano: 여성부폐지운동본부, 女性部廢止運動本部). En 2013, ambos grupos tenían miles de miembros. Sung hizo campaña por la abolición del Ministerio de Igualdad de Género y Familia en las elecciones presidenciales de 2002 y 2007, cuestionando la necesidad de su existencia. Después de la década de 2000, Sung enfatizó los valores personales, los derechos individuales y el derecho a la privacidad en sus discursos, diciendo que los valores personales son derechos otorgados por Dios. Más tarde dirigió una campaña para abolir el Ministerio de Igualdad de Género.
En agosto de 1994, Sung se casó con Park Eun-kyong, internista y profesora de la Facultad de Medicina de la Universidad Chung-ang. Tuvieron dos hijas.

### Críticas realizadas
En 1999, Sung se opuso a la abolición del sistema de bonificación por puntos del ejército de Corea del Sur (군 가산점;軍 加算點) y la compensación de veteranos militares, y apoyó la abolición de múltiples cuotas femeninas. Desde 2004 hasta enero de 2005, se opuso sin éxito a la abolición del sistema Hoju (호주제 戶主制). Sung abogó por la restauración del sistema militar de puntos de bonificación de Corea del Sur y la abolición de las cuotas femeninas hasta su muerte.
Realizaba críticas a múltiples comportamientos, los cuales catalogó como chovinismo femenino y totalitarismo coreano, argumentó contra la discriminación inversa, dijo que "los hombres son humanos", se opuso a las obligaciones y responsabilidades unilaterales impuestas a los hombres coreanos y abogó por su liberación. Según Sung, "las medidas opresivas sobre la pornografía por parte del gobierno coreano son una locura total. De hecho, se ve que oprime la masculinidad y que distorsiona lo esencial. Todo lo hace el Ministerio de Igualdad de Género y organizaciones de mujeres dirigidas por feministas coreanas". Argumentó que el totalitarismo de unas pocas mujeres reprimía excesivamente la sexualidad masculina, el arte, la cultura pop y la libertad de expresión y pensamiento.
Al comparar las políticas del gobierno de Corea del Sur con la prohibición en los Estados Unidos, Sung dijo que restringir la pornografía conllevaba efectos secundarios indeseables y etiquetó a los hombres normales como delincuentes sexuales. Animó a realizar pruebas para superar el puritanismo sexual: "Lo entenderás fácilmente si sabes un poco sobre el mecanismo sexual de los hombres. La pornografía en sí misma puede aliviar y satisfacer los impulsos sexuales de los hombres". Fue criticado durante mucho tiempo por sus creencias. Sung calificó la política de Corea del Sur de excesivamente moralista y sobreprotectora de las mujeres y calificó a algunos políticos de Corea del Sur de poco realistas e incompetentes.

### Movimiento para proteger el sistema de bonificación militar por puntos
Desde agosto de 1999 hasta 2001, Sung abogó por la protección del sistema de bonificación por puntos del ejército de Corea del Sur. Tenía un pequeño número de simpatizantes. En octubre de 2001, el sistema fue declarado inconstitucional y derogado, y Sung abogó por su restauración.
Sung abogó durante un largo tiempo por la vuelta del sistema de bonificación militar por puntos, reviviendo en el año 2011 un movimiento que busca la vuelta de este sistema en Corea del Sur. Participó en actividades de derechos civiles y masculinistas, liderando un movimiento de liberación masculina. Sung solicitó una compensación por su servicio militar obligatorio en Corea del Sur hasta su muerte.

### Movimientos por los derechos de los hombres

#### Movimiento por los derechos de los padres
Desde 2004 hasta enero de 2005, Sung apoyó el sistema Hoju, argumentando que el sistema protegía los últimos derechos de los padres. Era un firme defensor del significado simbólico del sistema para los padres y las familias, por lo que discutió con las feministas radicales de Corea del Sur en Internet. El sistema Hoju fue abolido en enero de 2005 y Sung abogó por su reactivación hasta su muerte.

#### Protección masculina
Desde 2008 hasta su muerte, Sung protegió a los hombres débiles y las personas desfavorecidas, homosexuales y transgénero y abogó por la protección de las víctimas masculinas y jóvenes de la violencia doméstica. 
Sung apoyó refugios en Samseong-dong en Gangnam-gu, Seokcheon-dong en Songpa-gu y Yeongdeungpo-dong en Yeongdeungpo-gu, Seúl. Se opuso al racismo y la discriminación contra las minorías, los hombres víctimas de delitos, los débiles y las minorías sexuales. Sung se declaró contrario a la homofobia, ya que consideraba que la sexualidad es personal, y proporcionó alojamiento y colocación laboral para hombres jóvenes sin hogar, desempleados, fugitivos y personas homosexuales y transgénero. Abrió la sede de la Asociación de hombres coreanos como refugio el 1 de mayo de 2012.

#### Derechos de los hombres
El 24 de enero de 2011, Sung abrió una instalación gratuita en Samseong-dong, Gangnam-gu para maridos fugitivos, jóvenes deportados, adolescentes fugitivos y hombres sin hogar. Después de unos inicios difíciles, la instalación acogió a un número cada vez mayor de personas.

#### Defensa de la pornografía
Sung se opuso a la prohibición de la pornografía hasta su muerte, argumentando que reducía el número de delitos sexuales.
Según Sung, la pornografía era necesaria para hombres económica y físicamente poco atractivos. En un debate del 12 de noviembre de 2011 titulado "¿Cómo debemos regular la pornografía infantil?", el cual fue presentado por Choi Min-hee del Partido Democrático Unido en el edificio de la Asamblea Nacional en Yeouido, Seúl, Sung dijo: "¿Quiénes son esos seres locos que se oponen a la protección de los niños y adolescentes contra los delitos sexuales?... El problema son los hombres Burberry (exhibicionistas). Deberíamos atraparlos, y no solo hacer que no usen gabardinas Burberry". Sung se convirtió en un héroe de la noche a la mañana para los cibernautas masculinos por defender la pornografía en línea y la masturbación como algo benigno.

### Asociación de hombres coreanos

#### Fundación
El 26 de enero de 2008, Sung fundó la Asociación de hombres coreanos (en coreano: 남성연대, 男性聯帶) en Gangnam-gu, Seúl. Busca promover los derechos de los hombres, diciendo que los hombres podrían ser considerados una minoría en la sociedad surcoreana. Despreció públicamente a las mujeres y trabajó para abolir las bajas por menstruación y otras políticas que pudieran favorecer a las mujeres trabajadoras. Los detractores de esta asociación dijeron que el trabajo de Sung para apoyar los derechos de los hombres estaba fuera de lugar porque Corea del Sur es una sociedad dominada por los hombres.
Durante las elecciones presidenciales coreanas de 2012, Sung sugirió abolir el Ministerio de Igualdad de Género y Familia, negando que las mujeres sean una minoría social y acusando a la sociedad coreana de discriminar a los hombres. Publicó un tuit polémico, en el cual decía: "Mujeres coreanas, deberían avergonzarse de ustedes mismas. ¿Por qué se quejan tanto sobre  la menstruación cuando la tasa de natalidad de la nación es la más baja del mundo?".

#### Campaña Medias Blancas
Sung se burló de la Campaña de corbata blanca organizada por el Ministerio de Igualdad de Género y Familia y dijo que la campaña apoyaba la prostitución, si bien él era considerado como un defensor de la misma. El 28 y 29 de noviembre de 2011, la Asociación de hombres coreanos lanzó su "Campaña de medias blancas" en un correo electrónico a los miembros.
El correo electrónico afirmaba que la campaña fue apoyada por el ministerio, pero la campaña consistía en una sátira del programa de apoyo del ministerio para mujeres que ejercieron la prostitución en el pasado. La Asociación de Hombres Coreanos afirmó que, según el plan del ministerio, las antiguas prostitutas recibirían capacitación laboral en centros de apoyo y el ministerio les daría 410 000 ₩ al mes, así como servicios legales y médicos durante tres años. Sung fue criticado por su apoyo a la prostitución y dijo el 30 de noviembre: "Queríamos mostrar que el programa de apoyo del ministerio para antiguas prostitutas no es efectivo. El ministerio gasta alrededor de 11-12 mil millones de wones por año en el programa. Pero ese apoyo se brinda a cualquier mujer que afirma que era prostituta, y el ministerio no puede verificar si realmente estaban involucradas en el comercio sexual o no". Su opinión de que las prostitutas no eran víctimas contrastaba con la de las feministas de Corea del Sur y se oponía a tratar la prostitución femenina como un delito.

#### Críticas al permiso por menstruación
Sung criticó las bajas menstruales de Corea del Sur como una medida sexista, argumentando que era innecesaria para la mayoría de las mujeres, ya que protegía la maternidad. El 3 de octubre de 2012, escribió un tuit polémico: "Ustedes (las mujeres coreanas) deberían avergonzarse de ustedes mismas. ¿Por qué se quejan tanto de la menstruación cuando la tasa de natalidad de la nación es la más baja del mundo?" Según un informe de enero de 2013 de Alio, un sitio web que recopila información de gestión en el sector público, el 9,1 % (272 de 2993) de los puestos ejecutivos en departamentos gubernamentales y empresas públicas estaban ocupados por mujeres y más de la mitad de las organizaciones no tenían miembros femeninos en las juntas directivas.

## Muerte

### Preparación
El 25 de julio se declaró víctima de discriminación inversa y anunció su intención de suicidarse. Sung saltó del puente Mapo al río Han y dejó una nota en la que decía que arriesgaría su vida para poder recaudar 100 millones de wones en donaciones. Buscaba así una forma de pagar las deudas de la Asociación de Hombres Coreanos.
Publicó en el sitio web de la organización: "Queridos ciudadanos, planeo saltar desde un puente sobre el río Han. Espero que nos des una última oportunidad. Solicitamos que nos presten 100 millones de wones que se utilizarán para pagar la deuda y el capital inicial de nuestra organización". El anuncio de Sung fue recibido con indiferencia. "Ridículo. Está pidiendo dinero y se mantiene como rehén", decía una publicación en la página de inicio de la Asociación de Hombres Coreanos. Otro decía: "¿Amenaza para recaudar fondos? Eso es creativo. Solo salta del puente como prometiste". Sung dijo más tarde que no tenía la intención de suicidarse, pero quería llamar la atención sobre su grupo; saltaría, recibiera o no el dinero. Publicó en Twitter: "¿Por qué todos asumen que saltar del puente me matará? Tengo plena confianza en mi supervivencia", y luego dijo: "Por favor, considere mis acciones como 'tratar de ser menos patético' mientras pido dinero"  Algunos miembros de la Asociación de Hombres Coreanos y otros seguidores estaban preocupados por el salto.

### Salto
Sung reiteró su intención de sobrevivir al salto y dijo que la fiesta de bulgogi programada para las 7 de la tarde en su oficina ese día todavía estaba en marcha. “Es por eso que dije que saltaría ANTES de las 7 en punto. Comamos bulgogi", dijo. Antes de que Sung saltara del puente, escribió "Estoy seguro de que puedo sobrevivir". Comprobó la profundidad del agua antes de saltar e hizo arreglos para que un salvavidas observara el salto. Sin embargo, reconoció el riesgo: “Si algo me sale mal, el secretario general me sucederá como representante de la asociación. Por favor, recuérdame incluso si mi pobre intento falla".
El 26 de julio de 2013, Sung tomó un taxi desde Yeongdeungpo al distrito de Mapo con Han Seung-oh, Lee Ji-hun y otras cinco personas. Aunque iba acompañado de dos socorristas, había llovido mucho ese día y el anterior. A las 3 de la tarde, Sung saltó del puente Mapo.
Los esfuerzos de rescate comenzaron alrededor de las 3 y 20 de la tarde, y se llevó a cabo una amplia búsqueda en el río Han. Aunque unos 30 bomberos y un helicóptero realizaron tareas de búsqueda cerca del Puente Mapo, no lo encontraron a las 9 de la noche del viernes y la búsqueda se suspendió por la noche. Unos 50 bomberos de la Estación de Bomberos de Yeongdeungpo, un helicóptero y tres botes de rescate continuaron la búsqueda el sábado y el domingo; seis ambulancias esperaban.
El cuerpo de Sung fue encontrado cerca del extremo sur del Puente Seogang, que conecta Yeouido con el norte de Seúl, el 29 de julio. Estaba descalzo, y llevaba una camisa blanca y un pantalón gris oscuro. Era lo que llevaba puesto cuando saltó. El 1 de agosto, Sung fue incinerado y sus cenizas enterradas en una cripta en el cementerio del parque Gyongsan (경산 공원 묘원) en Namchon (남천면), Gyeongsan, Gyeongsang del Norte. En agosto de 2013, se informó un aumento de un mes en los suicidios por imitación.

## Legado
Según el Korea Times, el dolor causado por su fallecimiento estaba fuera de lugar. Han Seung-oh, el sucesor nominado de Sung y miembro fundador de Man of Korea, calificó el salto de Sung como una "apuesta arriesgada" para recaudar 100 millones de wones para la organización.